# Annette Seemann

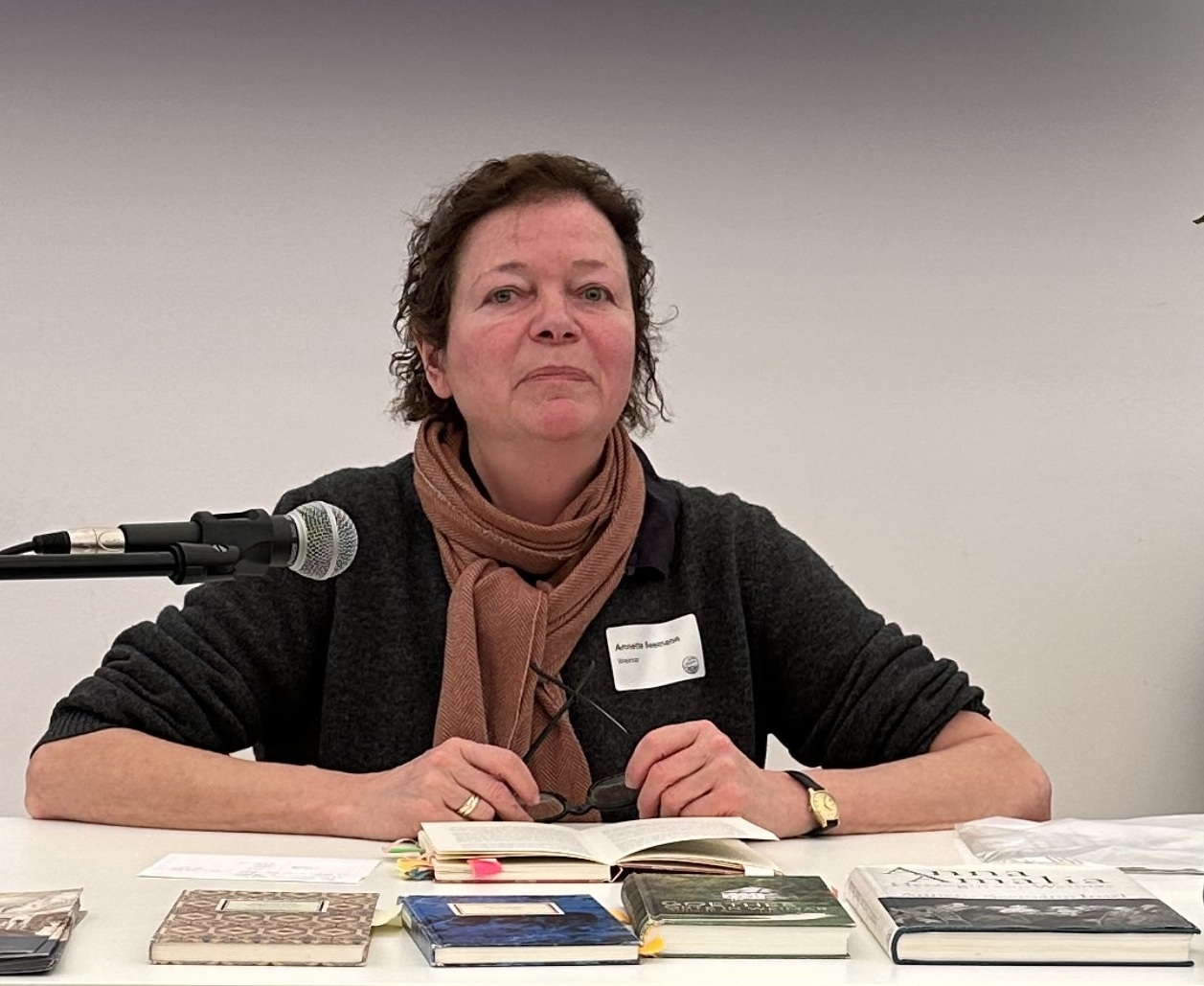
Annette Seemann auf einer Buchlesung in Weimar (18. Mai 2025)

Annette Seemann (* 4. März 1959 in Frankfurt am Main) ist eine deutsche Autorin und Übersetzerin.
Sie wurde als Annette Besier geboren. Nach dem Abitur und gelegentlichen Auftritten im Kellertheater Frankfurt studierte sie bis 1982 in Frankfurt am Main und Poitiers Germanistik und Romanistik. 1985 heiratete sie Hellmut Seemann. Zum Thema „Merlin – Prophet und Zauberer“ promovierte sie 1986 in ihrer Geburtsstadt zum Dr. phil.
Mit drei Theaterstücken von Carlo Gozzi begann sie ihre Übersetzertätigkeit. Von 1990 bis 2000 gehörte sie zu den freien Autoren des FAZ-Magazins. Ihr Roman Das falsche Kind wurde 1998 veröffentlicht. Seit 2002 lebt sie in Weimar.
2003 übernahm Annette Seemann den Vorsitz des Freundeskreises Gesellschaft Anna Amalia Bibliothek (GAAB) e. V. Seit 2014 ist
sie Mitglied im PEN-Zentrum Deutschland.

## Werke (Auswahl)
- Lichterglanz und Tannengrün. Eine Kulturgeschichte des Weihnachtsbaums. Wartburg Verlag, Weimar 2018, ISBN 978-3-86160-558-4.
- Christiane von Goethe. Dichtung und Wahrheit. Mitteldeutscher Verlag, Halle 2018, ISBN 3-96311-095-3.
- Gabriele Reuter. Leben und Werk einer geborenen Schriftstellerin (1859-1941). Weimarer Verlagsgesellschaft, Wiesbaden 2016, ISBN 3-7374-0248-5.
- Weimar. Eine Kulturgeschichte. C. H. Beck Verlag, München 2012, ISBN 978-3-406-63030-9.
- Weimar. Fotos: H. Wenzel-Orf. Rhino-Verlag, Ilmenau 2010, ISBN 978-3-939399-21-6.
- Schillers Schwester Christophine. Insel Verlag, Frankfurt am Main 2009, ISBN 978-3-458-35110-8.
- Das Weimarer Residenzschloss. Insel Verlag, Frankfurt am Main 2009, ISBN 978-3-458-19324-1 (Insel-Bücherei 1324).
- Aus Weimar in alle Welt. Die Bauhausmeister und ihre Wirkung. Seemann, Leipzig 2009, ISBN 978-3-86502-183-0.
- Die Geschichte der Herzogin Anna Amalia Bibliothek. Insel Verlag, Frankfurt am Main und Leipzig 2007, ISBN 978-3-458-19293-0 (Insel-Bücherei 1293).
- Anna Amalia: Herzogin v. Weimar. Insel Verlag, Frankfurt am Main/Leipzig 2007, ISBN 978-3-458-17345-8.
- Weimar: ein literarischer Reiseführer. Wiss. Buch-Gesellschaft, Darmstadt 2006, ISBN 978-3-534-19017-1.
- Weimar – die bedeutendsten Bauten. Edition, Leipzig 2005, ISBN 3-361-00596-5.
- Weimar – ein Reisebegleiter. Insel Verlag, Frankfurt am Main und Leipzig 2004, ISBN 3-458-34766-6.
- Prodi, Paolo, Eine Geschichte der Gerechtigkeit. (Übersetzung). C. H. Beck, München 2003, ISBN 3-406-49519-2.
- „Ich bin eine befreite Frau“, Peggy Guggenheim. List-Verlag, 2002, ISBN 3-548-60318-1.
- „Ich habe mich in eine Heilige verwandelt“, Frida Kahlo. List-Verlag, 2002, ISBN 3-548-60147-2.
- Sinnlichkeit und Eigensinn. Rowohlt, 2002, ISBN 3-499-23319-3.
- „Ich bin alles!“, Gala Dali. Econ-Verlag, 1999, ISBN 3-612-26606-3.
- Das falsche Kind (Roman). Piper, München 1998, ISBN 3-492-22905-0.